# Geprüfter IT-Berater
Geprüfter IT-Berater (englisch Certified IT Business Consultant) ist eine Aufstiegsfortbildung auf Meisterebene gemäß der IT-Fortbildungsverordnung (Verordnung über die berufliche Fortbildung im Bereich der Informations- und Telekommunikationstechnik). In der Fortbildungsstruktur der Industrie- und Handelskammer gehört der geprüfte IT-Berater zu den operativen Professionals.
Geprüfte IT-Berater sind in der Regel bei Unternehmensberatungen tätig und sind dort verantwortlich für die erfolgreiche und profitable Abwicklung von Beratungs- und Kundenprojekten. Dabei entwickeln sie beispielsweise innovative IT-gestützte Branchenlösungen und realisieren den Kundennutzen.

## Arbeitsgebiete und Aufgaben
Zu den Aufgaben des geprüften IT-Beraters gehört es, Beratungsaufträge zu akquirieren, Angebote zu erstellen und zu verhandeln, Kundenanforderungen aufzunehmen und in Konzepte umzusetzen. Er ist verantwortlich für die Sicherung der Kundenbindung und die spezifische Gestaltung von Veränderungsprozessen in Kundenunternehmen. Ein geprüfter IT-Berater begleitet auch in enger Kooperation mit anderen Fachkräften Einführungsprojekte bei Kunden und wirkt beim Projektmanagement mit. Er plant weiterhin Beratungsprojekte, die er unter eigener Verantwortung durchführt und leitet. Zu seinen Aufgaben gehört das Projektcontrolling und die Information der Kunden und Vorgesetzten über den Verlauf.

## Inhalte der Ausbildung gemäß IT-Fortbildungsverordnung

### Mitarbeiterführung und Personalmanagement
Dem Auszubildenden wird im Rahmen der IT-Fortbildung Wissen im Bereich Personalwesen vermittelt. Dies umfasst die Themengebiete Personalplanung und -auswahl (Personalbedarfsermittlung, Planung der Personalgewinnung, Personalauswahlgespräche, Auswählen und Einstellen von Mitarbeitern, Arbeits- und Ausbildungsertragsgestaltung), Mitarbeiter- und Teamführung (Mitarbeiterbeurteilung, Führungsmethoden und -techniken, Motivieren von Mitarbeitern, Fördern beruflicher Entwicklung, Konfliktlösung, Führen von Teams) und Qualifizierung (Qualifizierungsbedarfsermittlung, Qualifizierungskonzepte, Planen und Organisieren von Qualifizierungsmaßnahmen, Unterweisung und Coaching, Zusammenarbeiten mit zuständigen Stellen, Bildungsträgern und Berufsschulen). Ein weiterer Bestandteil der Ausbildung ist das Thema Arbeitsrecht, bei dem die Anwendung des Betriebsverfassungsgesetzes, Berufsbildungsgesetzes und des Tarifrechts, das Berücksichtigen von Arbeitsschutzbestimmungen und Arbeitszeitordnungen, das Berücksichtigen von Rechtsbestimmungen beim Personaleinsatz von Fremdfirmen, insbesondere des Arbeitnehmerüberlassungsgesetzes, das Anwenden von Vorschriften des Sozialversicherungs- und Schwerbehindertenrechtes und das Beenden von Arbeits- und Ausbildungsverhältnissen, Erstellen von Zeugnissen.

### IT-spezifische Fachaufgaben
Zu den IT-spezifischen Fachaufgaben eines IT-Beraters gehören die Geschäftsprozessanalyse, die Angebotserstellung, das IT-Projektcontrolling und das Produktmarketing.
Unter die Geschäftsprozessanalyse fallen das Beurteilen von IT-Systemen und Lösungen unter Kosten/Nutzen-Aspekten, das Auswählen von IT-Lösungsverfahren, das Bewerten von Unternehmensentscheidungen unter rechtlichen Aspekten und das Integrieren von Kundenanforderungen in den jeweiligen zu modellierenden Geschäftsprozess.
Die Angebotserstellung beinhaltet das Zusammenführen von Daten aus verschiedenen Quellen, das Durchführen von Ist-Analysen, das Identifizieren möglicher Problemursachen, das Entwickeln von alternativer Vorgehensweisen und Lösungswegen, die Kosten/Nutzen-Analyse eines Projektvorhabens sowie das Erstellen von Vorlagen für Make-or-Buy-Entscheidungen.
Das IT-Projektcontrolling umfasst das Erstellen von Projektplänen, das Einsetzen von Controllinginstrumenten, insbesondere zur Überwachung von Budgets, Terminen und Qualitätszielen, das Planen geeigneter Aktivitäten zur Abwendung von Risiken und das Integrieren von IT-Lösungen in bestehende Kundenumfelder.
Zum Produktmarketing gehören die Aufbereiten und Strukturieren von Sachverhalten im Hinblick auf Zielsetzung und Zielgruppe, das Erkennen von Interessen und Vorstellungen der am Projekt beteiligten Gremien und Abteilungen, Informieren der beteiligten Gremien und Abteilungen, Bestandteile der Qualifikationsinhalte, Vorbereiten und Durchführen von Präsentationen sowie das Darstellen und Vermarkten der Produkte im Umfeld des Kunden.

### Prüfungen gemäß IT-Fortbildungsverordnung
Die Ziele und Inhalte der Prüfungen des Geprüften IT-Beraters sind in § 14, § 15 und § 16 festgehalten. Dabei teilen sich die Prüfungen in schriftliche und mündliche ein.
Die schriftlichen Prüfungen bestehen aus einer Prüfung mit profilspezifische IT-Fachaufgaben (Situationsaufgaben 1 bis 3), Mitarbeiterführung und Personalmanagement (Situationsaufgaben 1 und 2) und einer schriftliche Projektdokumentation mit einem Umfang, der von der zuständigen IHK festgelegt ist (Regelfall max. 30 Seiten und max. 20 Seiten Anhang). Die schriftlichen Prüfungen sind Eingangsvoraussetzung zur Zulassung zum mündlichen Fachgespräch.
Die mündlichen Prüfungen bestehen aus der Präsentation des Projektes und zwei Fachgesprächen (eines zum Projekt, eines zur schriftlichen Prüfung zum Thema Mitarbeiterführung und Personalmanagement, ähnlich einem Rollenspiel).